# イングランドバスケットボール
イングランドバスケットボール（England Basketball）は、イングランドにおけるバスケットボール競技を統括する団体である。略称はEB。
バスケットボールイングランド代表の運営及び、セミプロリーグ「イングリッシュバスケットボールリーグ」の主催を主とする。
近代オリンピックには単一国家（統一イギリス代表）としての出場が大原則であるため、オリンピックには、イギリスバスケットボール連盟によって編成される統一イギリス代表が出場する。また、英国連盟はプロリーグであるブリティッシュ・バスケットボール・リーグ（BBL）も傘下に収めている。

## 主な主催大会
- イングリッシュ・バスケットボール・リーグ

## 代表チーム
- バスケットボールイングランド代表